# جاك هوكسورث
جاك هوكسورث (بالإنجليزية:  Jack Hawksworth)‏ مواليد 28 فبراير 1991 في برادفورد، هو سائق فورملا 1 بريطاني.

## سباقات شارك فيها
- سلسلة إندي كار
- إنديانابوليس 500

## وصلات خارجية
- جاك هوكسورث على موقع Racing-Reference.info (الإنجليزية)
- جاك هوكسورث على موقع DriverDB.com (الإنجليزية)

- الموقع الرسمي